# Lijst van ringwegen in Nederland
Ringwegen in Nederland:

## Ringwegen volledig uitgevoerd als autosnelweg
- Ring Rotterdam* (A16-A15-A4-A20)
- Ring Amsterdam* (A10)

## Overige ringwegen
- Ring Almelo*
- Ring Almere* (A6-N702)
- Ring Alkmaar* (N9-N245-N508-N242)
- Ring Alphen aan den Rijn*
- Ring Apeldoorn*
- Randweg Arnhem
- Ring Assen*
- Ring Barendrecht*
- Randweg Bergen op Zoom
- Ring Bergen op Zoom*
- Ring Breda
- Ring Den Burg
- Ring Den Haag*
- Randweg Dordrecht*
- Ring Eindhoven*
- Randweg Eindhoven*
- Ring Enschede*
- Ring Franeker
- Ring Groningen* (N7-N46-N370)
- Ring Hoofddorp* (N201-N205-A4-Lokale Wegen)
- Ring Houten
- Ring 's-Hertogenbosch*
- Ring Hilversum*
- Ring Leeuwarden*
- Ring Lelystad*
- Randwegen Maastricht*
- Ring Middelburg
- Ring Noordoostpolder
- Rondweg van Oud-Beijerland
- Ring Parkstad Limburg*
- Ring Pernis*
- Ring Purmerend-Baanstee*
- Ring Rijssen*
- Ring Roosendaal*
- Ring Sneek*
- Ring Spijkenisse*
- Ring Tilburg*
- Ringbaan Tilburg*
- Ring Utrecht*
- Ring Weert*
- Ring Zevenaar
- Ring Zoetermeer*
- Ring Zwolle*

### Centrumringen
- Centrumring Almere*
- Centrumring Amsterdam (s100)*
- Centrumring Arnhem*
- Centrumring Den Haag (s100)*
- Centrumring Enschede
- Centrumring Hilversum* (eenrichtingsverkeer)
- Centrumring Rotterdam (s100)*
- Cityring Tilburg* (eenrichtingsverkeer)
- Centrumring Weert

### Wijkringen
- Wijkring Breda-Haagse Beemden*
- Wijkring Groningen-Beijum*
- Wijkring Groningen-Lewenborg*

### Parkeerringen
- Parkeerring Den Helder

### Ringwegen bij sluizencomplexen
- Ringweg Bruinisse
- Ringweg Kats
- Ringweg Harderwijk (tot de aanleg van het aquaduct)

* Deze Ringwegen staan in het verkeer bewegwijzerd.